# ボアメ
ボアメ (Bo'ame, ソマリ語: Boocame) はソマリア/ソマリランドのスール地域にある町。住民はドゥルバハンテ氏族が中心。長年、ソマリア、ソマリランドへの帰属が不明確であったが、最近ではソマリランド寄りである。ただし2021年のソマリランド選挙には参加していない。

## 歴史
1991年、ソマリア内戦下でソマリア北西部のソマリランドが独立を表明した。
1993年初頭、ドゥルバハンテ氏族は、ボアメで和解のための会合を開いた（Boocame I）。ケニア在住のドゥルバハンテも参加した。この場では、多くの参加者がソマリランドの分離独立に反対した。ただしボラマで開催されていた第2回全国ソマリランド会議には50人の代表団を送った。ドゥルバハンテ氏族は議論の結果、独自の評議会を作って自治を行うことを決めた。。
1996年末、ボラマで2回目の会議（Boocame II）が行われ、ディアスポラ（国外在住民）の力も借りて、ソマリランドへの反対を決議した。これがプントランド設立の基礎の一つとなった。
その後、ドゥルバハンテ氏族は、ラス・アノドがソマリランドに帰属するなど分裂し、2007年にボラマで3回目の会議（Boocame III）が開催されるものの、主要な氏族の多くが参加しなかった。ただしこの会議では、ソマリランドのラス・アノド占領に強い抗議を決議した。
2012年1月、ドゥルバハンテ氏族はチャツモ国の建国を宣言し、ラス・アノドなどの攻略を目指すが、4月1日のソマリランド軍との戦いで敗退し、タレー、フドゥン、ボアメなどに退却した。
2012年10月、プントランド選挙委員会がボアメを訪問。
2013年2月、ボアメ地区責任者のXayle Xasan Shireは、アル・シャバブが聖職者のふりをしてボアメ農村地区に侵入し、プントランド軍が近くの道路の警備を始めたと語った。
2013年12月、ボアメの長老Ugaas Cabdullaahi Ciiseはボアメがチャツモ国の一部であることを表明。
2015年5月、プントランドの教育長官がボアメ地区の教育状況を視察。
2016年11月、ボアメ地区を旱魃が襲った。
2018年1月、ボアメ地区責任者のXayle Xasan Shireは、ボアメにソマリランド軍が到着したという噂を否定し、ボアメがプントランドの一部であると表明した。
2018年2月、ボアメ地区政府は、プントランド環境庁が地区政府の許可なくボカメの人間を採用した、として抗議した。
2018年2月、ソマリランド軍がボアメ地区を占領したと報告された。直後にボアメ地区責任者のXayle Xasan Shireはこれを否定。しかしXayle Xasan Shireは5月には「住民はソマリランドの侵略に抗議している」と説明している。
2020年1月、ソマリランド軍はボアメの警察機構を掌握。ただし町の責任者と一部の部隊は依然としてプントランド支持を表明しており、自体は緊迫。
2020年10月、プントランド軍として派遣されていた部隊がソマリランドへの参加を表明。
2020年11月、プントランド航空長官率いる代表団がボアメを訪問。この地方の水プロジェクトのための視察を行った。
2021年1月、ソマリランド全国で議員投票が行われたが、ボアメでは選挙は行われなかった。
2021年2月26日、ボアメにて、ソマリア連邦政府で任期切れとなった大統領を支持するデモが行われた。
2021年2月末、プントランドの内務長官は、ボアメ地区に地方議会を設立すると表明。